# Erhun Obanor
Erhun Obanor (Benin City, 5 settembre 1995) è un calciatore nigeriano, difensore svincolato.

## Carriera

### Club
Ha giocato nella prima divisione nigeriana, in quella tunisina, in quella albanese, in quella croata ed in quella cipriota.

### Nazionale
Nel 2014 ha giocato due partite con la nazionale nigeriana; in seguito nel 2016 ha anche giocato una partita nella nazionale Under-23.